# Michael Schnitzler
Michael Schnitzler (Berkeley, EE. UU., 7 de agosto de 1944), es un reconocido ecologista austriaco, nieto del escritor Arthur Schnitzler. Desde 1982 ha sido profesor en la Universidad de las Artes de Viena. En 1991 constituyó la asociación Bosque de los Austríacos (al. Regenwald der Österreicher) de la cual hoy sigue siendo el delegado. En 1995, Michael Schnitzler recibió el premio más importante que otorga el gobierno austríaco en medio ambiente, el Konrad Lorenz Preis. En 2000 la asociación Bosque de los Austríacos fue honrada con el prestigioso, Binding Environmental Prize en Liechtenstein.
De 1993 a 1995 estuvo a cargo del proyecto Estación Biológica La Gamba (al. Tropenstation La Gamba) en los límites del Parque nacional Piedras Blancas en Costa Rica.